# Huệ Anh Hồng
Huệ Anh Hồng (sinh ngày 2 tháng 2 năm 1960) là nữ diễn viên, người dẫn chương trình người Hồng Kông. Bà là Ảnh hậu Kim Tượng đầu tiên (1982), và còn lên ngôi 2 lần nữa vào năm 2010 và 2017. Cũng trong năm 2017, bà trở thành Ảnh hậu Kim Mã với vai chính trong phim điện ảnh Huyết Quan Âm - bộ phim của đạo diễn Đài Loan Yang Ya-che đã áp đảo giải Kim Mã, đoạt danh hiệu danh giá Phim hay nhất.

## Sự nghiệp
Gia đình Huệ Anh Hồng chuyển đến Hồng Kông năm 1966. Từ đó, bà bắt đầu tham gia đóng phim. Thời trẻ, bà thường đóng phim điện ảnh võ thuật. Về sau này, bà tham gia hãng TVB và tham gia đóng phim truyền hình và làm người dẫn chương trình.
Vai diễn của bà trải dài nhiều thể loại như vai người mẹ hiền, vai võ thuật và cả vai phản diện. Bà là một trong những diễn viên tuổi trung niên được yêu thích nhất tại Hồng Kông.

## Các phim đã đóng

### Phim điện ảnh
| Năm  | Tên                                        | Vai diễn                    |
| ---- | ------------------------------------------ | --------------------------- |
| 1976 | Challenge of the Masters                   |                             |
| 1977 | Chinatown Kid                              | Girl in brothel             |
| 1977 | The Brave Archer                           | Mu Nianci                   |
| 1977 | Teenager's Nightmare: The Criminals Part 5 |                             |
| 1977 | The Dream of the Red Chamber               |                             |
| 1978 | Invincible Shaolin                         | Xiu Yin                     |
| 1978 | Heaven Sword & Dragon Sabre Part II        |                             |
| 1978 | The Voyage of Emperor Chien Lung           |                             |
| 1978 | Swordsman and Enchantress                  |                             |
| 1978 | The Cunning Hustler                        |                             |
| 1978 | The Brave Archer 2                         | Mu Nianci                   |
| 1978 | Clan of Amazons                            |                             |
| 1978 | Shaolin Handlock                           | Li's student                |
| 1979 | The Tigress of Shaolin                     | Tsai Chiao                  |
| 1979 | The Last Judgement                         |                             |
| 1979 | Life Gamble                                | Xiao Hung                   |
| 1979 | The Scandalous Warlord                     | Concubine                   |
| 1979 | Mad Monkey Kung Fu                         | Miss Chen                   |
| 1979 | The Deadly Breaking Sword                  | Xiaoqin                     |
| 1979 | The Ghost Story                            |                             |
| 1979 | Dirty Ho                                   | Choi Hung                   |
| 1980 | Return to the 36th Chamber                 | Hung                        |
| 1980 | The Swift Sword                            |                             |
| 1980 | Emperor Chien Lung and the Beauty          |                             |
| 1980 | Heaven and Hell                            | Lin Wei-Gang's Girlfriend   |
| 1980 | Clan of the White Lotus                    | Mei-Hsiao                   |
| 1981 | Sword Stained with Royal Blood             |                             |
| 1981 | Return of the Sentimental Swordsman        | Sun Hsiao Hung              |
| 1981 | My Young Auntie                            | Cheng Tai-Nan               |
| 1981 | The Brave Archer 3                         |                             |
| 1981 | The Martial Club                           | Chu Ying                    |
| 1981 | The Tiger and the Widow                    |                             |
| 1981 | The Duel of the Century                    |                             |
| 1982 | The Emperor and the Minister               |                             |
| 1982 | Cat vs. Rat                                | Chan's sister               |
| 1982 | Brave Archer 4                             |                             |
| 1982 | Legendary Weapons of China                 | Fang Shao-Ching             |
| 1982 | The 82 Tenants                             |                             |
| 1982 | Buddha's Palm                              |                             |
| 1983 | Demon of the Lute                          |                             |
| 1983 | The Lady Is the Boss                       |                             |
| 1984 | Three Stooges Go Undercover                |                             |
| 1984 | New Tales of the Flying Fox                | Yuan Tzu-yi                 |
| 1984 | Eight Diagram Pole Fighter                 | Yang No.8                   |
| 1984 | Family Light Affair                        |                             |
| 1984 | Double Decker (1984)                       |                             |
| 1984 | The Return of Pom Pom                      | Yuen Hung/Mimi              |
| 1984 | Long Road to Gallantry                     | Li Sai Nan                  |
| 1985 | Twinkle, Twinkle, Lucky Stars              | Tour Girl                   |
| 1985 | Robby the Rascal                           | Suya                        |
| 1985 | Why Me?                                    | Woman Whose Husband Gambles |
| 1985 | Journey of the Doomed                      |                             |
| 1986 | The Story of Dr. Sun Yat-sen               |                             |
| 1986 | Rosa                                       | Lei's Sister                |
| 1986 | The Seventh Curse                          | Inspector Chiang            |
| 1987 | Rouge                                      | Actress Portraying Ghost    |
| 1988 | Peacock King                               |                             |
| 1988 | The Inspector Wears Skirts                 | May                         |
| 1988 | Pretty Women at War                        | Ah Phoh                     |
| 1989 | Mr Canton and Lady Rose                    |                             |
| 1989 | Burning Ambition                           | Chau Siu-Hong               |
| 1989 | They Came to Rob Hong Kong                 | Inspector Shang             |
| 1989 | Red Lips                                   |                             |
| 1989 | Widow Warriors                             | Sister-in-law               |
| 1989 | The Inspector Wears Skirts II              |                             |
| 1990 | Stage Door Johnny                          |                             |
| 1990 | Angel Terminators                          | Hon                         |
| 1990 | Raid on Royal Casino Marine                | May                         |
| 1990 | Lethal Angels 2                            |                             |
| 1991 | The Banquet                                | The Servant                 |
| 1991 | Heart of Danger                            |                             |
| 1991 | Who Cares!                                 |                             |
| 1991 | Queen of Gambler                           |                             |
| 1991 | The Roar of the Vietnamese                 | Yuen Wan-Yin                |
| 1992 | The Inspector Wears Skirts IV              | May                         |
| 1992 | Behind the Curtain                         |                             |
| 1992 | Guys in Ghost's Hand                       |                             |
| 1992 | Zen of Sword                               | Ha Hou's Aunt               |
| 1992 | Mega Force from Highland                   |                             |
| 1992 | Legend of the Drunken Tiger                | Leela                       |
| 1993 | Madam City Hunter                          | Siu-Hung                    |
| 1993 | Tattoo Girl                                |                             |
| 1995 | The Vengeance                              |                             |
| 1996 | Dragon from Shaolin                        |                             |
| 1996 | Xiu hua da dao                             |                             |
| 2000 | High K                                     |                             |
| 2000 | Fist Power                                 |                             |
| 2001 | Visible Secret                             | Siu Kam's mother            |
| 2003 | The Park                                   | Mrs. Yu                     |
| 2003 | Infernal Affairs II                        | Hau's sister                |
| 2003 | The Secret Society - Boss                  | Fai's ex-wife               |
| 2003 | Night Corridor                             | Sam's mother                |
| 2004 | Blood Brothers                             | Wing's mother               |
| 2005 | A Chinese Tall Story                       |                             |
| 2005 | Crazy N' the City                          | Rachel                      |
| 2008 | Legendary Assassin                         | Boss                        |
| 2008 | L for Love, L for Lies                     | Bobo's mother               |
| 2009 | At the End of Daybreak                     |                             |
| 2010 | 72 Tenants of Prosperity                   |                             |
| 2011 | A Chinese Ghost Story                      |                             |
| 2011 | Wu Xia                                     | Knife fighter               |
| 2011 | The Wedding Diary                          |                             |
| 2011 | Turning Point 2                            |                             |
| 2012 | Diva                                       |                             |
| 2012 | Glory Days                                 |                             |
| 2012 | Happiness Me Too                           |                             |
| 2013 | The Wedding Diary 2                        |                             |
| 2013 | Laughing Every Day                         |                             |

### Phim truyền hình
| Năm  | Tên                              | Vai Diễn                                   | Ghi Chú |
| ---- | -------------------------------- | ------------------------------------------ | ------- |
| 1996 | Tây du ký                        | Tướng quân Nữ Quốc                         |         |
| 1997 | Đội bảo vệ nhân chứng            | Lí Chỉ San                                 |         |
| 1997 | Miêu Thúy Hoa                    | Mợ Tư - Mã Ngọc Mai                        |         |
| 1999 | Thử thách nghiệt ngã             | Eva Lau Shuet Ling                         |         |
| 1999 | A Smiling Ghost Story            | Fong Yuet-Ping                             |         |
| 1999 | Tai Ji Zong Shi                  | 红姨                                       |         |
| 2000 | Ỷ Thiên Đồ Long Ký 2000          | Diệt Tuyệt sư thái                         |         |
| 2006 | Nối nghiệp                       | Yan Ching                                  |         |
| 2006 | Below the Lion Rock 2006         |                                            |         |
| 2007 | Cảnh sát mới ra trường           | Wong Shuk Yin                              |         |
| 2007 | ICAC Investigators 2007          | Choi Yuet Ngo                              |         |
| 2007 | Nữ trạng tài danh                | Poon Bak Fung                              |         |
| 2008 | Cái giá của danh vọng            | Ko Kwai                                    |         |
| 2008 | Bằng chứng thép II               | Trịnh Lệ Linh                              |         |
| 2008 | Truyền tích thần kỳ              | Ngưng Hương Tiên Thảo Ngưng Bích Tiên Thảo |         |
| 2008 | Thế giới ảo                      | Fun                                        |         |
| 2009 | Đại lão gia sau bức màn          | Ching Tai Niang                            |         |
| 2009 | Xứng danh tài nữ                 | Lưu Phương                                 |         |
| 2009 | Muối mặn thâm thù                | Choi Ngan Fa                               |         |
| 2009 | Cung Tâm Kế                      | Đàm Diễm Thường                            |         |
| 2010 | Thiết mã tầm kiều                | Cheung Sheung-chu                          |         |
| 2010 | Công chúa giá đáo                | Vi quý phi                                 |         |
| 2010 | Nghĩa hải hào tình               | Dương Ngô Lệ Thiền                         |         |
| 2011 | Khuynh thế hoàng phi             | Hoàng hậu Đỗ Phi Hồng                      |         |
| 2012 | Ladder to Heaven                 |                                            |         |
| 2013 | Đường cung yến: Nữ nhân thiên hạ | Võ Tắc Thiên                               |         |
| 2019 | Thiết Thám                       | Vạn Hi Hoa                                 |         |
| 2020 | Cô ấy không hoàn hảo             | Lâm Viên Linh                              |         |
| 2021 | Hình trinh nhật ký               | Dương Bích Tâm                             |         |

## Giải thưởng và đề cử
Bài chi tiết: Danh sách giải thưởng và đề cử của Huệ Anh Hồng